# Cottidae
De donderpadden (Cottidae) zijn een familie vissen uit de orde der schorpioenvisachtigen (Scorpaeniformes). Er zijn zo'n 250 tot 300 soorten in ongeveer 70 geslachten. Donderpadden komen voor op het gehele noordelijk halfrond en rond Nieuw-Zeeland, zowel in zoet, brak als zout water. Veel soorten kunnen zowel in zout als in zoet water leven.

## Beschrijving
Donderpadden hebben grote ogen, die hoog op de kop geplaatst zijn. De meeste soorten worden niet groter dan 10 centimeter; de grootste soort is Scorpaenichthys marmoratus, die maximaal 99 centimeter wordt. Volwassen dieren hebben geen zwemblaas.

## Soorten in onze omgeving
In de kustwateren van de Lage Landen komen de groene zeedonderpad (Taurulus bubalis) en de gewone zeedonderpad (Myoxocephalus scorpius) voor, in rivieren en beken van Nederland en België leven de rivierdonderpad (Cottus perifretum) en de beekdonderpad (Cottus rhenanus).

## Geslachten
(lijst volgens FishBase)
| - Alcichthys - Andriashevicottus - Antipodocottus - Archistes - Argyrocottus - Artediellichthys - Artediellina - Artedielloides - Artediellus - Artedius - Ascelichthys - Astrocottus - Atopocottus - Bero - Bolinia - Chitonotus - Clinocottus - Cottiusculus | - Cottus - zoetwaterdonderpadden onder andere rivierdonderpad - Daruma - Enophrys - Furcina - Gymnocanthus - Hemilepidotus - Icelinus - Icelus - Jordania - Leiocottus - Lepidobero - Leptocottus - Megalocottus - Mesocottus - Micrenophrys (onder andere Micrenophrys lilljeborgii, dwergzeedonderpad) - Microcottus - Myoxocephalus (onder andere Myoxocephalus scorpius, gewone zeedonderpad) - Ocynectes - Oligocottus - Orthonopias - Paricelinus - Phallocottus | - Phasmatocottus - Porocottus - Pseudoblennius - Radulinopsis - Radulinus - Rastrinus - Ricuzenius - Ruscarius - Scorpaenichthys (Cabezone, grootste soort) - Sigmistes - Stelgistrum - Stlegicottus - Stlengis - Synchirus - Taurocottus - Taurulus (onder andere Taurulus bubalis, groene zeedonderpad) - Thyriscus - Trachidermus - Trichocottus - Triglops - Vellitor - Zesticelus |

## In Nederland waargenomen soorten
- Genus: Cottus
  - Cottus perifretum - (Rivierdonderpad)
  - Cottus rhenanus - (Beekdonderpad)
- Genus: Myoxocephalus
  - Myoxocephalus scorpius - (Zeedonderpad)
- Genus: Taurulus
  - Taurulus bubalis - (Groene zeedonderpad)